# Oregon Route 194
Az Oregon Route 194 (OR-194) egy oregoni állami országút, amely kelet–nyugati irányban a 223-as út independence-i elágazásától az 51-es és 99W utak monmouthi csomópontjáig halad.
A szakasz Timberline Highway No. 173 néven is ismert.

## Leírás
Az útvonal Bridgeporttól délkeletre, a 223-as út independence-i elágazásánál kezdődik. Délkelet felé kiindulva egy déli irányú félkör után keletre halad tovább, majd Monmouth elérése után egy fordított L-alakban a keleti főutcára kanyarodik, végül pedig az 51-es és 99W utak csomópontjába torkollik.